# ネイヴェ
ネイヴェ（イタリア語: Neive）は、イタリア共和国ピエモンテ州クーネオ県にある、人口約3,300人の基礎自治体（コムーネ）。

## 地理

### 位置・広がり
クーネオ県北東部に位置するコムーネである。アスティから南南西へ約20km、州都トリノから南東へ約51km、県都クーネオから北東へ約59kmの距離にある。

#### 隣接コムーネ
隣接するコムーネは以下の通り。括弧内のATはアスティ県所属を示す。
- バルバレスコ
- カスタニート
- カスタニョーレ・デッレ・ランツェ (AT)
- コアッツォーロ (AT)
- マリアーノ・アルフィエーリ
- マンゴ
- ネヴィーリエ
- トレイゾ

#### 地震分類
イタリアの地震リスク階級 (it) では、4 に分類される
。

## 行政

### 分離集落
ネイヴェには、以下の分離集落（フラツィオーネ）がある。
- Albesani, Balluri, Bordini, Bricco di Neive, Casasse, Cottà, Gallina, Moretta,Pallareto, Pastura, Serraboella, Serracapelli, Starderi e Serragrilli

## 文化・観光
「イタリアの最も美しい村」クラブの加盟コムーネである。

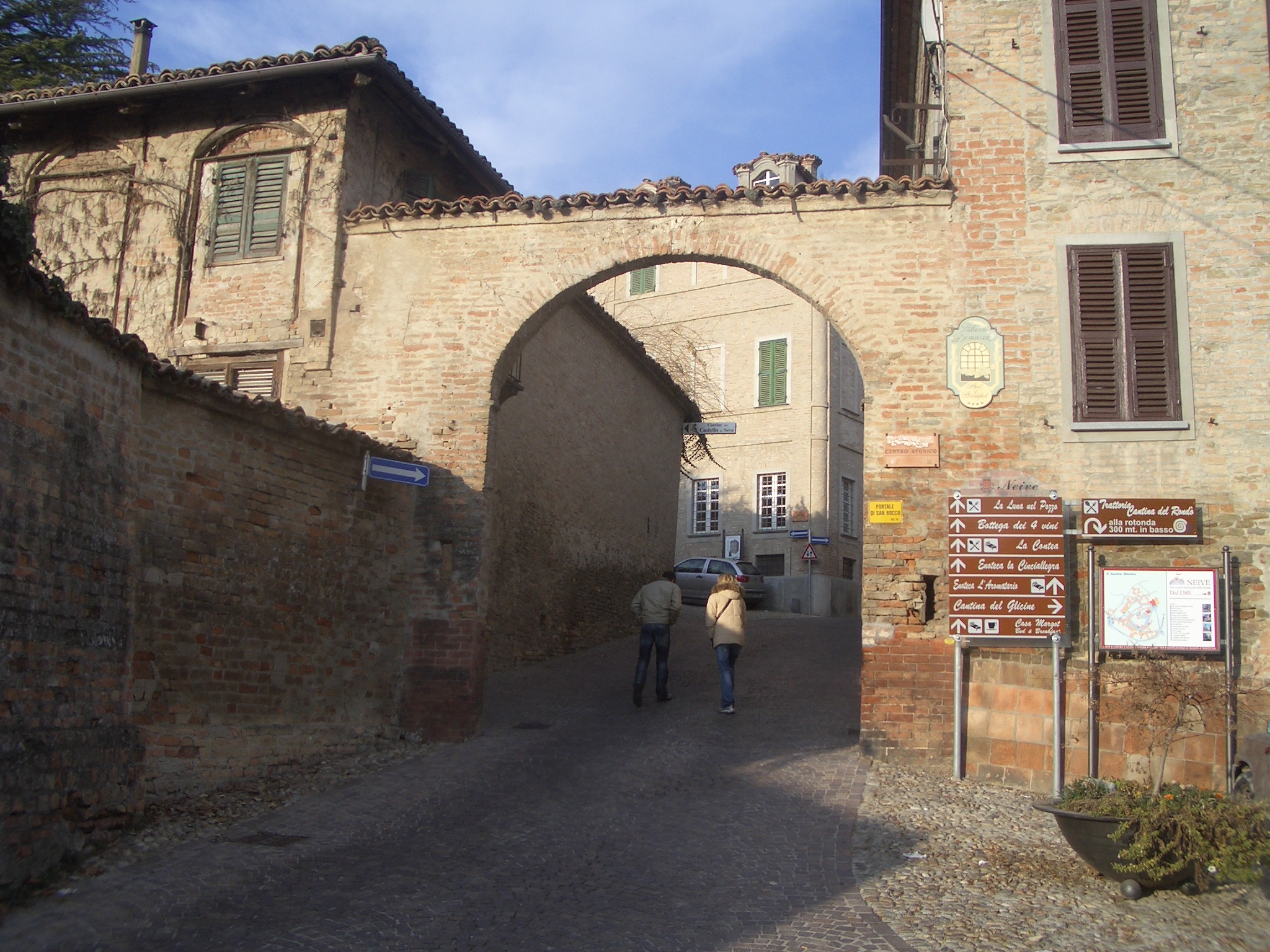
サン・ロッカ門